# Густаво Диас Ордас
Густаво Диас Ордас Боланьос (на испански: Gustavo Díaz Ordaz Bolaños; 12 март 1911 – 15 юли 1979) служи като президент на Мексико от 1964 до 1970 г.
През време на президентския му мандат Мексико е домакин на подписването на Договора за неразпространение на ядрено оръжие в Латинска Америка (1967) и на Летните олимпийски игри (1968), а също и обект на международно внимание около потушаването на студентските вълнения в Тлателолко (1968). През мандата му е завършено Метрото на град Мексико (1969) и страната е домакин на Световното първенство по футбол (1970).

## Биография
Диас Ордаз е роден в Сан Андрес Чалчикомула (исп. Chalchícomula) днешен Сиудад Сердан, Пуебла. Баща му, Рамон Диас Ордас Редонет, е прототип на авторитарния Диас Ордас. Той е бил протеже на Порфирио Диас и местен началник, но след падането на диктатора изпада в немилост и изкарва прехраната на семейството си като администратор на хасиенда, а след това работи като счетоводител. Майка му, Сабина Боланьос Качо де Диас Ордаз, работи като учителка. Твърдят, че Диас Ордас бил особено непривлекателен, с големи устни и изквръкнали напред зъби и често се шегувал с външността си, като пред Никсън споделил, че го наричали двуличен, но това е невъзможно, защото "...ако имах друго (лице), щях ли да нося това...”.
Едновременно с това (или благодарение на това) бил настоятелен, последователен, трудолюбив и ученолюбив. Диас Ордаз завършва първоначалното си образование в Оахака и Гуадалахара, след това бакалауреата си в „Института за Науки и Изкуства в Оахака“, а получава юридическото си образование в университета на Пуебла, завършва на 8 февруари 1937. Той става професор в университета и служи като заместник-ректор от 1940 – 1941.

## Политическа кариера
През 1943, той става депутат за района на първия окръг на щата Пуебла и служи като сенатор от същия щат от 1946 – 1952. Той изпълнява функциите на съдия, а след това е секретар на правителството в кабинета на президента Адолфо Лопес Инфант от 1958 – 1964. На 1 декември 1963 г. той става кандидат за Институционната революционна партия (PRI). Годишниците на Енциклопедия Британика от 1965 отразяват, че въпреки само символичната съпротива, Диас Ордаз повел президентската кампания като едва ли не малкия и пренебрегнат кандидат, за да спечели съчувствието на масите. Той печели президентските избори на 8 септември 1964 година.

## Президентски мандат

### пледира национално единство
Адресът му към нацията на президентската инавгурация е насочен към екстремистките групи вляво и дясно. Той предупреждава, че
„националното единство е жертване на личните дребнави интереси и страсти... отхвърлянето на тези интереси в името на по-висши, а именно тези на нацията...“

### засилва връзките със САЩ
По това време Диас Ордас засилва връзките със САЩ и президента Линдън Джонсън. На фиеста/барбекю в град Джонсън сити, Тексас, той заявява, че взаимоотношенията между САЩ и Мексико са пример на това как по-силният съсед трябва да третира по-слабия, като визира връщането на Мексико на спорната от 100 години територия Ел Чамизал в Ел Пасо, Тексас.

### Авторитарен лидер
Във функциите си на президент Диас Ордас е познат с авторитарния си стил на управление в кабинета си и страната като цяло. Неговата суровост е очевидна от това как потушава редица протести по време на мандата си. Мнозина от железничарите, учителите и лекарите са уволнени, за предприемане на протестни действия.

### Студентските вълнения на 1968-а
През юли 1968 от местно спречкване между две гимназии довело до груба намеса на местната полиция започват студентски вълнения. Ученици и студенти в Мексико Сити излизат масово на улицата, за да протестират срещу полицейската бруталност.
Събитията са отразени противоречиво от пресата, но и от ляво и от дясно Диас Ордас е критикуван. Асошиейтед Прес помества на 29 август 1968, че във вълненията покрай студентските искания към потестиращите студенти се присъединяват жителите на бидонвилите покрай Мексико сити и тълпата ревяла по улиците „Смърт на Диас Ордас!“ хвърляла камъни и запалителни гранати Молотов и настоявала за освобождаването на „86 лица, което те твърдяли са политически затворници.“

#### Кървав погром
Вълненията започват само четири месеца преди откриването на Летните олимпийски игри, 1968 и конфликтът излиза извън контрол. Диас Ордаз нарежда окупирането на националния автономен университет (УНАМ) и арестуването на много студенти, което води до сблъсъци между военните и стотици невъоръжени протестиращи демонстранти в центъра на Мексико Сити, на Площада на Трите Култури, на 2 октомври 1968 година. Мексиканската армия разстрелва невъоръжени групи от студенти, както и много други хора, които позволили на учениците да се подслонят в домовете им около площада. Правителството арестува агитатори и комунисти, по твърдения на очевидци полицията извършвла разстрели а ла Че Гевара и заела позиции по прозорците около площада в Тлателолко.
Статистиката относно жертвите на този инцидент варира по политически причини. Някои хора са задържани в затворите в продължение на няколко години. Предприетите от Диас Ордас мерки са осъдени на думи от неговите политически приемници и от обикновените мексиканци, които гледат на нападението над невъоръжените студенти като престъпна жестокост, но към него никога не са отправени съдебни обвинения. Позорът на Тлателолко ще остане върху управлението на партията PRI много години.

## След президентството
Студентсктие вълнения са началото на края за Диас Ордас в испано-говорещия свят, но това не пречело на северните съседи да го приемат много радушно. На снимката е Диас Ордас в Сан Диего по време на последното му официално посещение в Америка. Пищно посрешане организирано от местните му фенове става своеобразна прощална гала-вечеря. На това посрещане присъстват Ричард Никсън и бившия президент Линдън Джонсън. И двамата се изказват похвално за неговата основна роля на стабилизатор и архитект на регионална солидарност. Никсън казва, че по време на мандата на Диас Ордас се е постигнал
„може би най-същественият прогрес в изглаждане на отношенията между нашите две страни“.
Поради тези изказвания съществуват много спекулации, че Диас Ордас е работил за ЦРУ.
След изтичане на неговия мандат, Диас и неговото семейство изчезват напълно от политическата сцена и от погледа на обществеността. От време на време е споменат във вестници, но не в добра светлина, рядко дава интервюта и обикновено е забелязван само когато гласува по време на избори.

### Посланик в Мадрид
През 1977 г. излиза отново от тази полу-неизвестност, когато е назначен за пръв посланик на Мексико в Испания след 38 години скъсване на дипломатическите взаимоотношения между двете страни поради политиката на испанския фалангизъм. По време на неговия кратък престой като посланик той е посрещнат с много враждебност от испанските, както и от мексиканските медии. Популярното недоволство, води до фразата: „Не пращайте на испанския народ този паяк“ (исп. Al pueblo de España no le manden esa araña).

## Кончина
Докато е Посланик на Мексико в Мадрид, упорито му задават въпроси за действията му като президент и само след няколко месеца подава оставка под претекст (а и в дейстителност) по здравословни причини. Умира на 15 юли 1979 г. от рак на дебелото черво в Мексико Сити.